# Filmes de 1936 da RKO Pictures

## A RKO em 1936

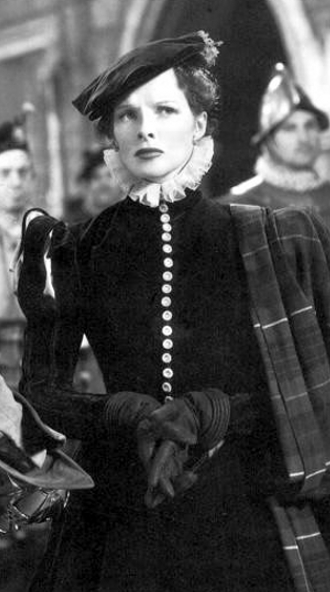
Katharine Hepburn em Mary of Scotland, um dos três filmes que ela fez para a RKO em 1936.

A grande notícia do ano para o estúdio foi a assinatura de um contrato de distribuição com a Walt Disney. Disney mirava a televisão e os laços entre a RKO e a RCA Victor facilitaram o acordo, de vez que a RCA era uma importante patrocinadora do desenvolvimento do vídeo.
O chefe de produção Sam Briskin, que já trabalhara com os Disney no início da década e intermediou o negócio, também atraiu os importantes produtores Edward Small e Jesse L. Lasky, além do grande produtor-diretor Howard Hawks. Foram contratados ainda os compositores George e Ira Gershwin para os musicais classe "A", porém o estúdio perdeu Max Steiner, brilhante autor das trilhas sonoras de King Kong e The Informer, entre outros. Ann Harding, cujo poder de seduzir o público havia diminuído consideravelmente nos últimos tempos, não teve seu contrato renovado e também foi embora.
A RKO lançou 39 filmes em 1936, poucos de sucesso substancial. Follow the Fleet e Swing Time foram os destaques, seguidos de The Ex-Mrs. Bradford, The Bride Walks Out e Walking on Air. Diversas produções foram indicadas ao Oscar, mas apenas Swing Time recebeu uma estatueta, na categoria de Melhor Canção.
A indústria cinematográfica recuperava-se das perdas dos últimos anos, com 81 milhões de espectadores comparecendo às salas exibidoras todas as semanas. Foi uma boa temporada também para a RKO, cujos lucros somaram $2.514.734.

## Prêmios Oscar
Nona cerimônia, com os filmes lançados em Los Angeles no ano de 1936
| Filme                | Indicações                                  | Premiações             |
| -------------------- | ------------------------------------------- | ---------------------- |
| Dancing Pirate       | Melhor Coreografia                          | ---                    |
| Swing Time           | Melhor Canção Original Melhor Coreografia   | Melhor Canção Original |
| That Girl from Paris | Melhor Mixagem de Som                       | ---                    |
| Winterset            | Melhor Direção de Arte Melhor Trilha Sonora | ---                    |

## Outras premiações[1]
- Winterset foi considerado um dos os Dez Melhors Filmes do Ano, tanto pelo National Board of Review quanto pelo Film Daily.

## Os filmes do ano
| Título original         | Título PT/BR          | Título PT/PT                    | Astros                              | Diretor                          |
| ----------------------- | --------------------- | ------------------------------- | ----------------------------------- | -------------------------------- |
| The Big Game            |                       |                                 | Philip Huston, James Gleason        | George Nichols Jr., Edward Killy |
| The Bride Walks Out     | Casar É Melhor        | Uma Noiva em Férias             | Barbara Stanwick, Gene Raymond      | Leigh Jason                      |
| Bunker Bean             | Um Passado de Futuro  |                                 | Owen Davis Jr., Louise Latimer      | William Hamilton, Edward Killy   |
| Chatterbox              | O Anjo da Ribalta     |                                 | Anne Shirley, Phillips Holmes       | George Nichols, Jr.              |
| Dancing Pirate          |                       | O Pirata Bailarino              | Charles Collins, Frank Morgan       | Lloyd Corrigan                   |
| Daniel Boone            | Rasgando Horizontes   |                                 | George O'Brien, Heather Angel       | David Howard                     |
| Don't Turn 'Em Loose    |                       |                                 | Lewis Stone, James Gleason          | Benjamin Stoloff                 |
| The Ex-Mrs. Bradford    | Madame Mistério       | A Minha Ex-Mulher e Eu          | William Powell, Jean Arthur         | Stephen Roberts                  |
| The Farmer in the Dell  | Repousando na Vida    |                                 | Fred Stone, Jean Parker             | Ben Holmes                       |
| Follow the Fleet        | Nas Águas da Esquadra | Siga a Marinha                  | Fred Astaire, Ginger Rogers         | Mark Sandrich                    |
| Grand Jury              |                       |                                 | Fred Stone, Louise Latimer          | Albert S. Rogell                 |
| The Lady Consents       |                       |                                 | Ann Harding, Herbert Marshall       | Stephen Roberts                  |
| The Last Outlaw         | O Último Bandoleiro   |                                 | Harry Carey, Hoot Gibson            | Christy Cabanne                  |
| Let's Sing Again        | Cantemos Outra Vez    |                                 | Bobby Breen, Henry Armetta          | Kurt Neumann                     |
| Love on a Bet           |                       |                                 | Gene Raymond, Wendy Barrie          | Leigh Jason                      |
| M'Liss                  |                       |                                 | Anne Shirley, John Beal             | George Nichols Jr.               |
| Make Way for a Lady     |                       |                                 | Herbert Marshall, Anne Shirley      | David Burton                     |
| Mary of Scotland        | Maria Stuart          | Maria Stuart, Rainha da Escócia | Katharine Hepburn, Fredric March    | John Ford                        |
| Mummy's Boys            |                       |                                 | Bert Wheeler, Robert Woolsey        | Fred Guiol                       |
| Murder on a Bridle Path |                       |                                 | James Gleason, Helen Broderick      | William Hamilton, Edward Killy   |
| Muss 'Em Up             | Ninguém Escapa        |                                 | Preston Foster, Margaret Callahan   | Charles Vidor                    |
| Night Waitress          |                       |                                 | Margot Grahame, Gordon Jones        | Lew Landers                      |
| The Plot Thickens       | O Enigma da Pérola    |                                 | James Gleason, ZaSu Pitts           | Ben Holmes                       |
| Rainbow on the River    | Cantando Saudades     | Arco-Íris no Rio                | Bobby Breen, May Robson             | Kurt Neumann                     |
| Second Wife             |                       |                                 | Gertrude Michael, Walter Abel       | Edward Killy                     |
| Silly Billies           |                       |                                 | Bert Wheeler, Robert Woolsey        | Fred Guiol                       |
| Smartest Girl in Town   | Modelo de Tentação    |                                 | Gene Raymond, Ann Sothern           | Joseph Santley                   |
| Special Investigator    |                       |                                 | Richard Dix, Margaret Callahan      | Louis King                       |
| Swing Time              | Ritmo Louco           | Ritmo Louco                     | Fred Astaire, Ginger Rogers         | George Stevens                   |
| Sylvia Scarlett         | Vivendo em Dúvida     | Sylvia Scarlett                 | Katharine Hepburn, Cary Grant       | George Cukor                     |
| Two in Revolt           |                       |                                 | John Arledge, Louise Latimer        | Glenn Tryon                      |
| Two in the Dark         |                       |                                 | Walter Abel, Margot Grahame         | Benjamin Stoloff                 |
| Walking on Air          | Andando no Ar         |                                 | Gene Raymond, Ann Sothern           | Joseph Santley                   |
| Wanted! Jane Turner     |                       |                                 | Lee Tracy, Gloria Stuart            | Edward Killy                     |
| Winterset               | Os Predestinados      | Abismos Humanos                 | Burgess Meredith, Margo             | Alfred Santell                   |
| Without Orders          |                       | Asas na Tempestade              | Sally Eilers, Robert Armstrong      | Lew Landers                      |
| The Witness Chair       |                       |                                 | Ann Harding, Walter Abel            | George Nichols Jr.               |
| A Woman Rebels          | Liberta-te, Mulher    | Revoltada                       | Katharine Hepburn, Herbert Marshall | Mark Sandrich                    |
| Yellow Dust             |                       |                                 | Richard Dix, Leila Hyams            | Wallace Fox                      |